# 森田悟
森田 悟（もりた さとる、1976年12月14日 - ）は、日本のお笑い芸人であり、お笑いコンビスパローズのツッコミ担当。
福岡県芦屋町出身。浅井企画所属。射手座。

## 人物
- 趣味は、宴会芸、特技は、サッカー。
- コンビよりも森田単体の仕事の方が多くなってきている。
- 2016年、ニコジョッキーで同じ曜日の前番組に出ていた絹川麗と5年の交際の末に結婚したが、2021年に離婚。元妻の絹川は舞台女優としての舞台に立ちながら、たこ焼き店などでアルバイトをして、少ない森田の収入を助けており、収入が少ないときなどは妻が森田の集めているマンガやゲームを売り生計を立てることもあった[1]。

## 出演
コンビでの出演歴については「スパローズ」の項を参照。

### 番組
- 世界のどっかにホウチ民 ボリビアでの3ヶ月間の生活を追うドキュメントバラエティー（2015年4月23日- 9月30日、TBS）
- エロ☆パラNight（2007年9月11日 - 2008年3月25日、GyaOジョッキー）- MC
- エロ生☆パラダイス（2008年4月1日 - 2009年3月31日、GyaOジョッキー）- SEXMC
- デラ☆エロパラ（2009年4月7日 - 8月25日、GyaOジョッキー）- SEXMC
- すっぴんカレッジ〜すぴカレ〜（2009年4月7日(隔週火曜22:30 - 23:00[2] - 2009年9月27日、BSフジ）- 声の出演・キャサリン役
- ShowTime（ダベれ場、前身:ダベり場、2009年1月 - (月2回配信)、悩み解決ダベラーとして参加
2006年9月 - 2008年12月、Mr.Xとして参加、GyaO）
- あしタネ番外編（ケーブルテレビ足立)
- 商店街のKANBAN娘を探せ!（ケーブルテレビ足立）
- お笑い図鑑ハマヌキ（tvk）
- UGA カラオケうた自慢(毎週月曜更新)（USEN音楽放送、2009年4月 - ）- パーソナリティー
- 歯医者さんへ行こう!（サイエンスチャンネル）
- J1 King TV（日本レジャーチャンネル）
- 小川麻琴のドリームマッチ！2nd（K'z Station）

単発出演
- 告っちゃ!(GyaOジョッキー、2009年4月・5月最後の約10分に出演)
  - かすみ果穂のDVDの告知をする。
  - GyaOジョッキー最終回時にジョッキーゆかりのゲストとして3時間参加。
- とんねるずのみなさんのおかげでした(2014年7月3日）博士と助手〜細かすぎて伝わらないモノマネ選手権〜第20回大会に博多華丸と共に出演。
- 人生が変わる1分間の深イイ話（日本テレビ、2017年1月23日）-　売れていない芸人の妻は幸せなのか　に出演
- 水曜日のダウンタウン（2019年12月25日）お笑いクイズ王